# 조안 코리

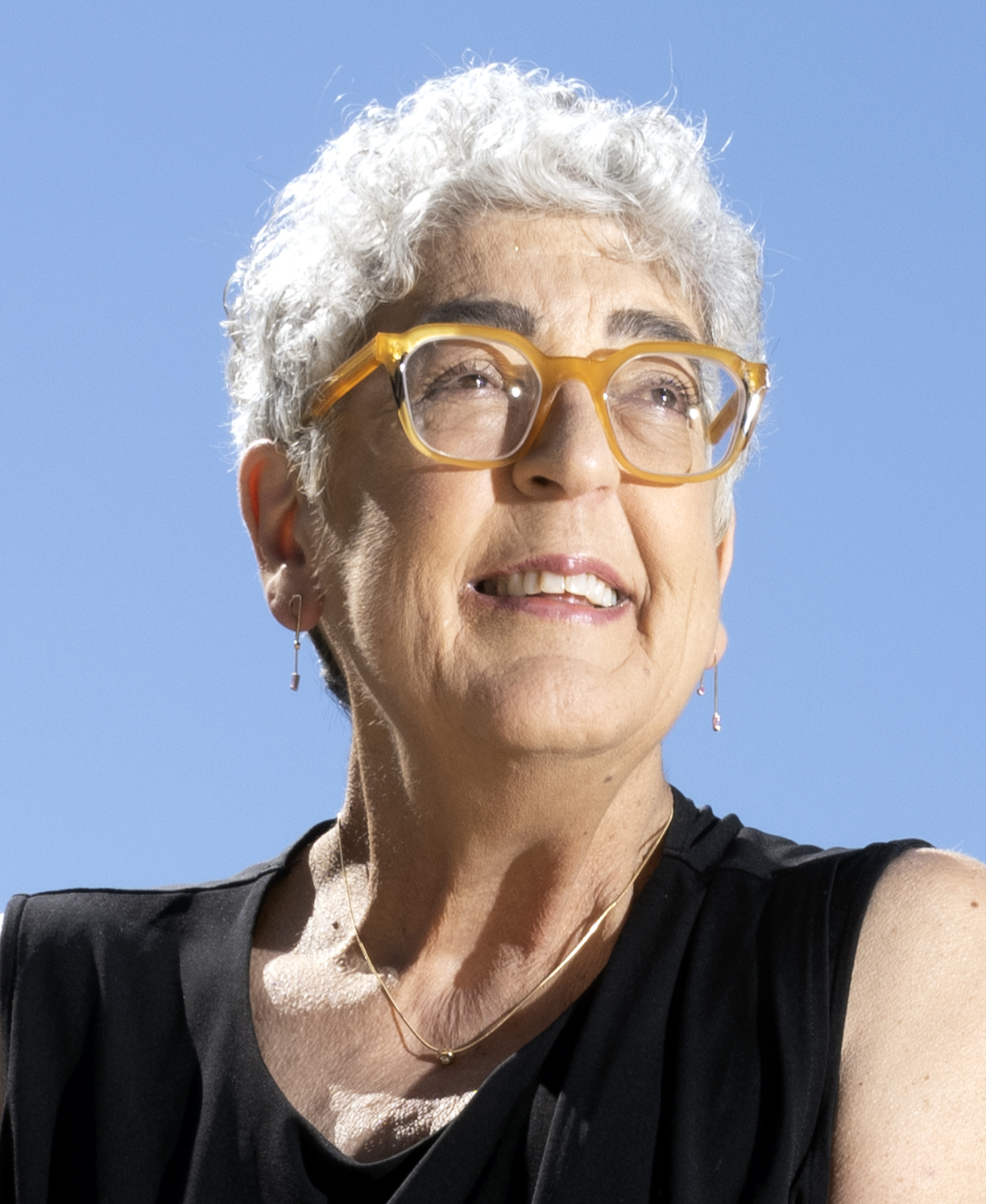
2022년 모습

조안 코리(Joanne Chory, 1955년 3월 19일 ~ 2024년 11월 12일)는 미국의 식물 생물학자이자 유전학자였다. 소크 생물학 연구소의 식물 분자 및 세포 생물학 실험실의 교수 겸 소장이자 하워드 휴스 의학 연구소의 연구원이었다.
코리는 이산화탄소를 포집 및 저장하고 다양한 기후 조건에 적응하는 식물의 자연적 능력을 최적화하여 기후 변화에 맞서기 위한 이산화탄소 제거 접근 방식인 소크 연구소의 HPI(Harnessing Plants Initiative)의 창립 이사였다. 코리와 HPI 팀은 자연적으로 발생하는 물질인 수베린의 형태로 땅에 묻어 더 많은 양의 탄소를 흡수할 수 있는 뿌리 시스템을 더 크고 강하게 만드는 것을 목표로 한다. 코리와 HPI 팀은 2019년 테드 오더셔스 프로젝트(TED Audacious Project)에서 이 계획을 지원하는 대가로 3,500만 달러를, 2020년에는 베조스 어스 펀드(Bezos Earth Fund)로부터 3,000만 달러를 추가로 받았다.
1988년에 합류한 소크 연구소에서 코리의 연구는 식물이 어떻게 모양과 크기를 변화시켜 다양한 환경에 맞게 광합성과 성장을 최적화하는지 연구하기 위해 분자 유전학의 사용을 개척했다. 식물 생물학 분야의 하워드 H. 및 마리암 R. 뉴먼 의장직을 역임했으며 UC 샌디에이고 세포 및 발달 생물학 부문의 겸임 교수였다.
코리는 2011년 왕립학회의 외국인 회원으로 선출되었으며, 2018년 생명과학 브레이크스루 상과 2019년 기술 및 과학 연구 부문 아스투리아스 여공상을 수상했다.